# Mater et Magistra
Mater et Magistra (лат.  Мать и наставница) — энциклика папы римского Иоанна XXIII от 15 мая 1961 на тему «Христианство и социальный прогресс».

## История
Энциклика «Mater et Magistra» представляла собой обращение к епископам Римско-католической церкви, опубликованное на 70-летие «Rerum Novarum» (1891 год). В «Rerum Novarum» папа римский Лев XIII провозгласил новую социальную доктрину церкви и для её реализации учредил общественное движение, получившее впоследствии название «христианская демократия». В 1931 году Пий XI выпустил «Quadragesimo Anno», в которой провёл модернизацию католического социального учения. После Второй мировой войны это учение стало идеологическим фундаментом для христианско-демократических партий, которые приобрели значительный вес и в ряде стран (Италия, Германия, Бельгия) пришли к власти. В своём обращении папа Иоанн XXIII подвёл итог под достижениями христианской демократии и обозначил новые приоритеты.

## Содержание
«Mater et Magistra» состоит из введения, четырёх глав и заключения. Каждый из этих разделов в свою очередь разбит на озаглавленные подразделы. Энциклика начинается со слов, что Римско-католическая церковь является матерью и наставницей всех наций, что объясняет название документа.
Иоанн XXIII проводит анализ средств, которыми обладает современное государство для повышения уровня жизни населения благодаря научному и технологическому прогрессу. Папа римский предупреждает о риске, что эти средства могут быть использованы для подавления личной свободы. По его мнению, государство должно охранять право индивида самостоятельно распоряжаться собой и свободно заниматься продуктивной экономической деятельностью. При этом он настаивает на необходимости ответственного подхода к свободе.
Признав, что человеку свойственна социализация — объединение усилий с другими для достижения совместных целей — папа римский подчёркивает её осознанный характер. Социализация не должна рассматриваться в духе детерминизма как следствие законов природы, в противном случае она может начать делать из людей машины. Основой здорового общества являются стремление к истине, объективная справедливость и её движущая сила, любовь.

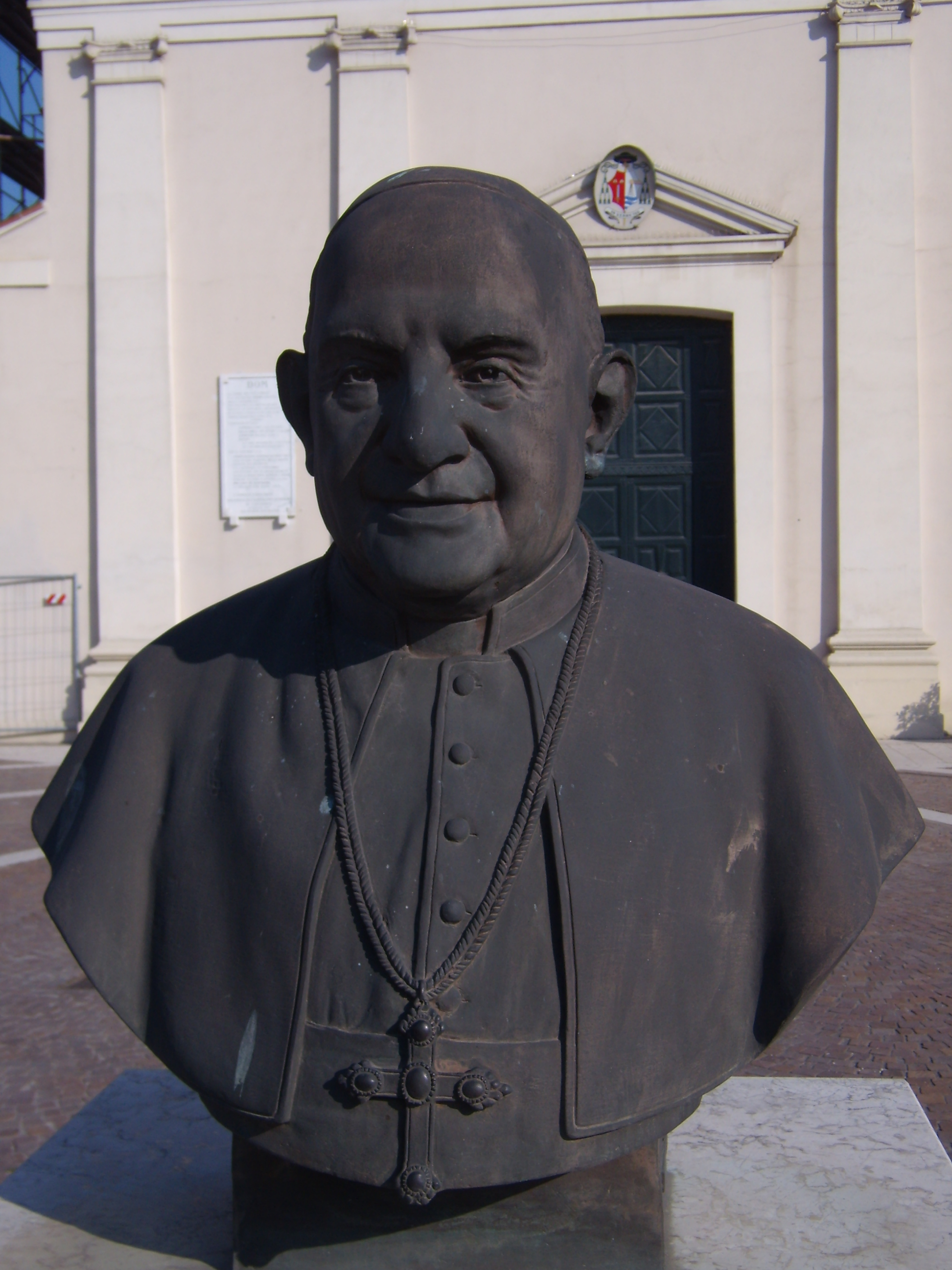
Папа римский Иоанн XXIII. Бюст в Порто-Виро, Италия

Энциклика призывает рабочих по возможности приобретать акции фирм-работодателей. Далее Иоанн XXIII подробно анализирует проблемы сельского хозяйства и предлагает различные решения: государственную поддержку, налоговую реформу, доступ к дешёвым кредитам, социальное обеспечение и регулирование цен. Говоря о бурном росте населения планеты, понтифик обращает внимание на неравенство между богатыми и бедными нациями и призывает страны с избытком еды оказывать гуманитарную помощь голодающим. Такая помощь, однако, не должна становиться ширмой для новых форм колониализма.
В отношении тоталитаризма Иоанн XXIII утверждает, что недостаток личной инициативы граждан влечёт за собой политическую тиранию. Папа осуждает и называет абсурдными идеологии, которые обещают мирской рай, презрительно относятся к религии и преследуют верующих, — прозрачно намекая на марксизм-ленинизм. Он называет фундаментальной ошибкой отношение к религиозной потребности как к чувству, фантазии или реакции на чрезвычайное событие.
Иоанн XXIII замечает, что люди всё больше осознают необходимость взаимопонимания и сотрудничества. Реальное общество всегда несовершенно, и чтобы избежать перерастания конфликтов в массовое насилие, необходимы активный поиск компромиссов и нравственная опора. Папа выражает сожаление, что лица, наделённые реальной властью, часто не способны понять друг друга. Это он объясняет тем, что люди, несущие на своих плечах большую ответственность, редко признают существование нравственного порядка, — который основан на вере, носит абсолютный характер и налагает на каждого одни и те же обязательства. Такой порядок понтифик считает отправной точкой для установления доверия между людьми и между нациями.
Фундаментальным принципом католического социального учения Иоанн XXIII называет отношение к человеку как основе, причине и цели существования любого общественного института, в том числе, государства. Возникновение всех этих институтов является следствием социальной природы человека.